# Pfarrhof (Bad Leonfelden)

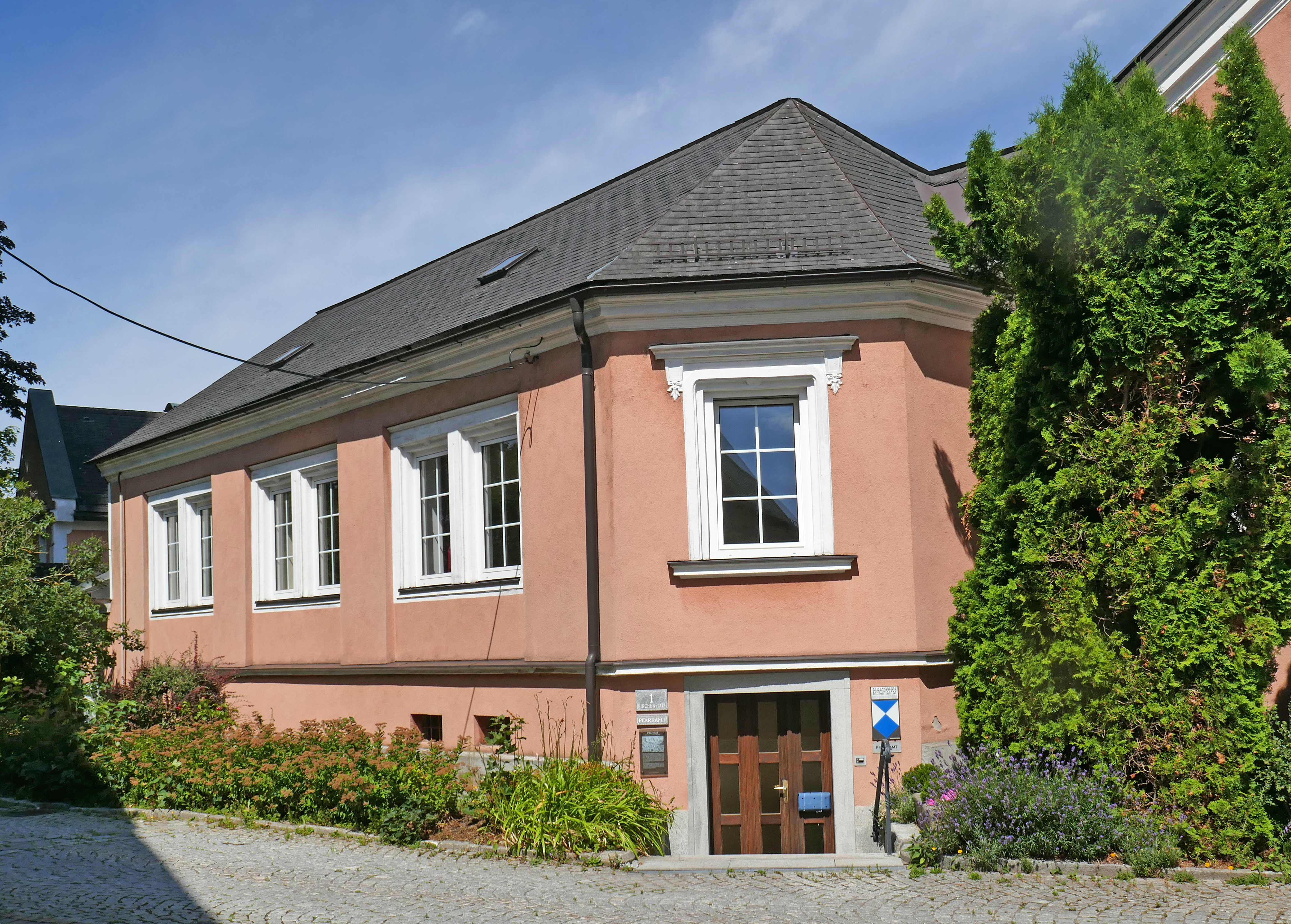
Pfarrhof in Bad Leonfelden

Der Pfarrhof von Bad Leonfelden in Oberösterreich liegt in der Leonfeldner Altstadt und steht unter Denkmalschutz (Listeneintrag). An der Außenmauer des dazugehörigen Wirtschaftsgebäudes ist noch ein Abschnitt der ehemaligen Marktbefestigung von Leonfelden zu sehen.

## Lage

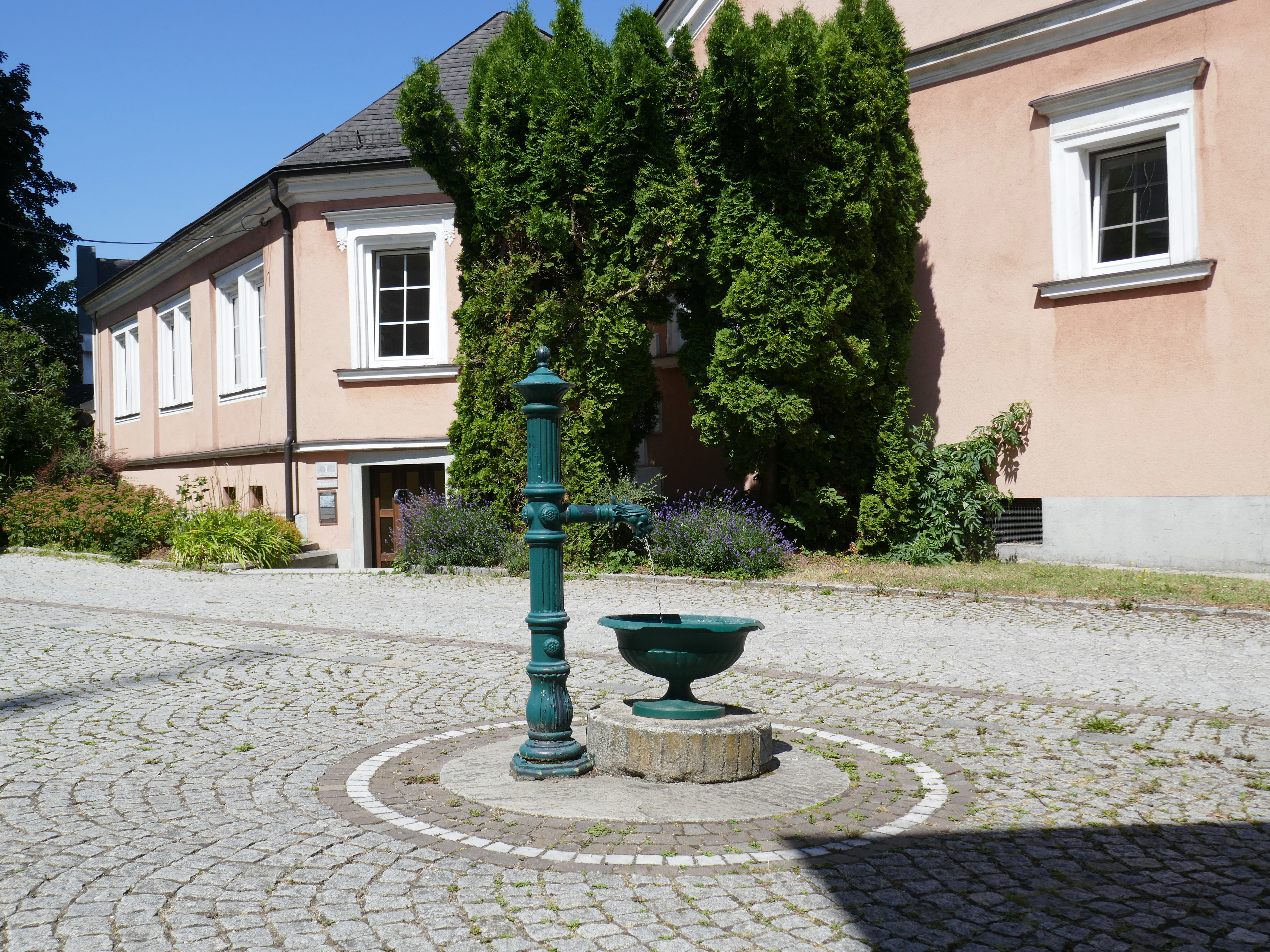
Trinkbrunnen beim Pfarrhof

Der Pfarrhof mit der Adresse Kirchenplatz Nr. 1 befindet sich nördlich der Stadtpfarrkirche Bad Leonfelden und nordwestlich des Rathauses und des Schulmuseums. Dieser Bereich ist nicht so dicht bebaut wie der Rest der Altstadt von Bad Leonfelden.

## Geschichte
Die Hussiteneinfälle ins Mühlviertel bewogen die Leonfeldner Bürger im 15. Jahrhundert, eine Stadtmauer zu bauen. Zur Befestigung dienten auch die Mauertürmchen am Wirtschaftsgebäude des Pfarrhofs.
Der Schulmeister der nahe gelegenen Schule hatte freie Verköstigung im Pfarrhof, oder es wurde ihm Kostgeld gezahlt. Während der Reformationszeit predigten protestantische Prädikanten in der Bürgerspitalkirche, und der Pfarrhof war zwischen 1590 und 1630 phasenweise nicht mehr von katholischen Geistlichen besetzt.
Beim Marktbrand im Jahr 1776 blieben neben dem Pfarrhof nur die Pfarrkirche, das Rathaus und 16 Bürgerhäuser verschont.
1823 erhielt der Pfarrer die Erlaubnis zum Einbau eines Tores in die Außenmauer des Pfarrhofs. Damit wurde die 851 Meter lange, mittelalterliche Ringmauer, die jahrhundertelang nur durch das Böhmertor, das Linzertor, das Färbertürl und das Fischertürl passierbar war, erstmals in der Neuzeit durch ein zusätzliches Tor geöffnet. Die Bedeutung der Marktmauer war geschwunden, in den Folgejahren wurde der Bau weiterer Tore erlaubt, und 1850 wurde sogar ein ganzer Abschnitt der Mauer abgerissen, um Platz und Material für das neue Schulgebäude am Standort der heutigen Musikschule zu haben. 
Beim großen Marktbrand am 10. April 1892 blieb das Wohngebäude des Pfarrhofs als wohl einziges Gebäude in der Altstadt verschont, weil es etwas abgesondert von den Markthäusern liegt. Die zu Hilfe gerufene Freiwillige Feuerwehr von Vorderweißenbach fuhr durch das bereits brennende Pfarrhoftor, konnte das Feuer im Wagenschuppen löschen und so ein Übergreifen auf das Wohngebäude verhindern.

## Beschreibung

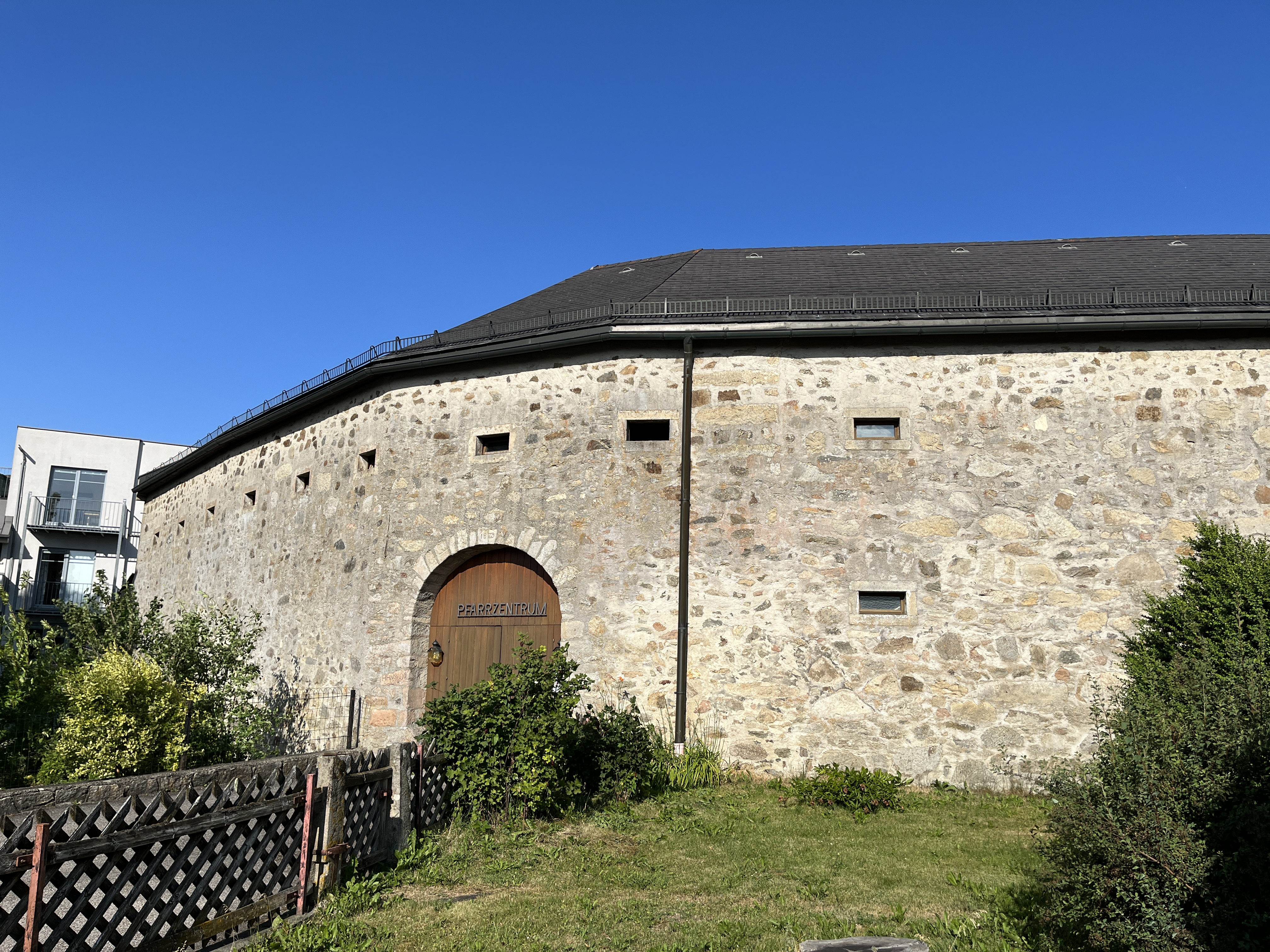
Äußere Mauern des Pfarrhofes, Teil der Marktbefestigung

Der zweigeschoßige, barocke Pfarrhof mit Satteldach wurde im 17. Jahrhundert errichtet, wobei die historistische Fassade aus dem Ende des 19. Jahrhunderts stammt. 
Im Inneren des Pfarrhofs befinden sich tonnengewölbte Kellerräume und im Erdgeschoß Stichkappengewölbe. Die barocken Füllungstüren im Obergeschoß verfügen über Beschläge aus dem 17.–19. Jahrhundert.
Das langgestreckte, leicht geknickte Wirtschaftsgebäude ist mit der Jahreszahl 1619 bezeichnet, die Einfahrt an der Böhmerstraße ist mit der Jahreszahl 1670 versehen. Die äußeren Mauern sind Teil der ehemaligen Marktbefestigung von Leonfelden. Zu sehen sind auch noch eine Schießscharte und die Jahreszahl 1823 im Türsturz des Pfarrhoftores. Das Wirtschaftsgebäude wurde erst im 19. Jahrhundert durch den Bau eines Quertraktes mit dem Wohngebäude des Pfarrhofs verbunden.